# Falun (géologie)
Pour les articles homonymes, voir Falun (homonymie).

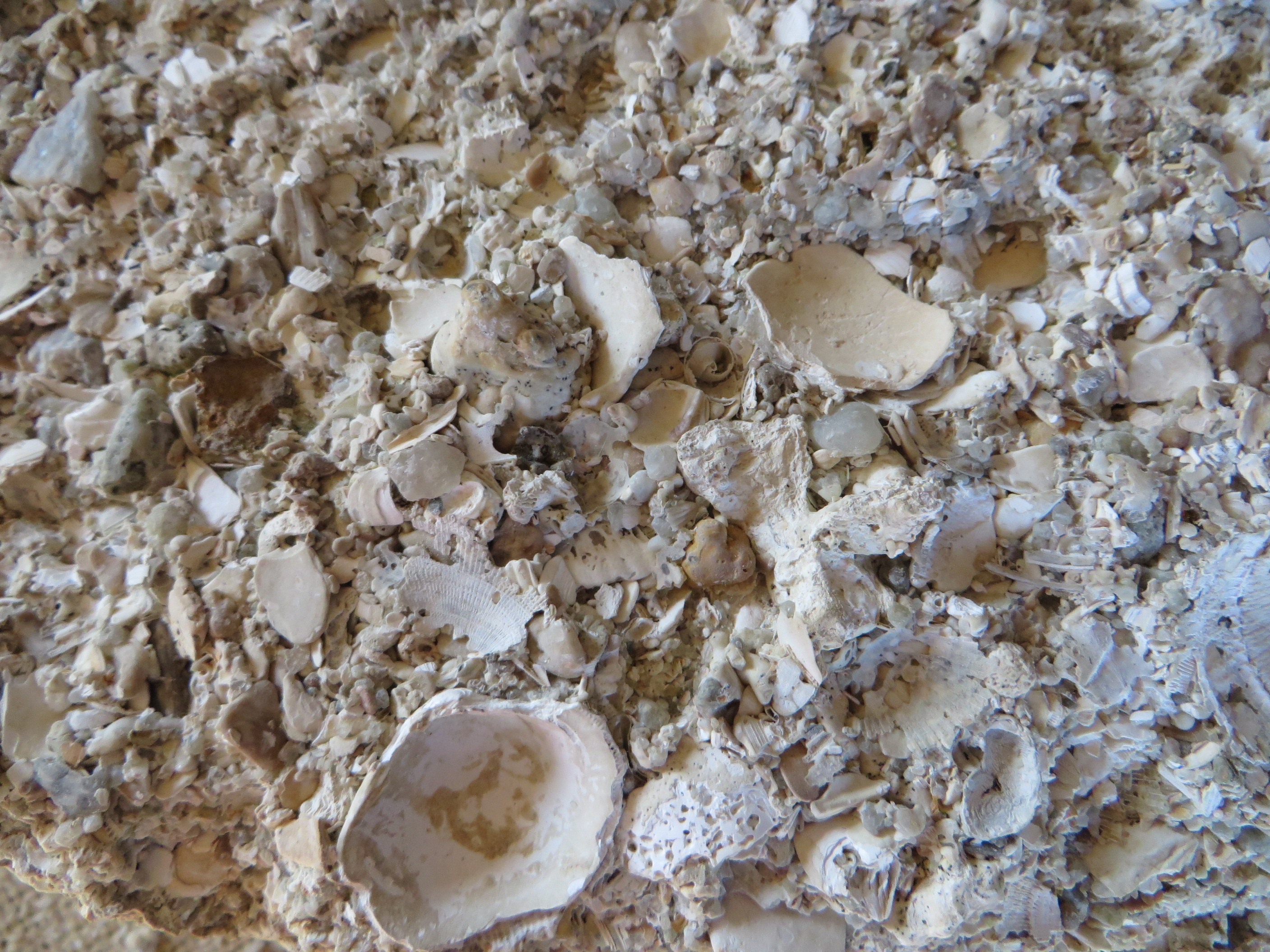
Falun de Doué-la-Fontaine (Maine-et-Loire), site de la Seigneurie. Quand il est sableux et friable, il est surtout utilisé pour l'entretien des chemins ou pour amender les champs. Plus induré, il fournit des pierres extraites d'immenses carrières souterraines, les falunières, utilisées pour la réalisation de sarcophages et pour la construction.

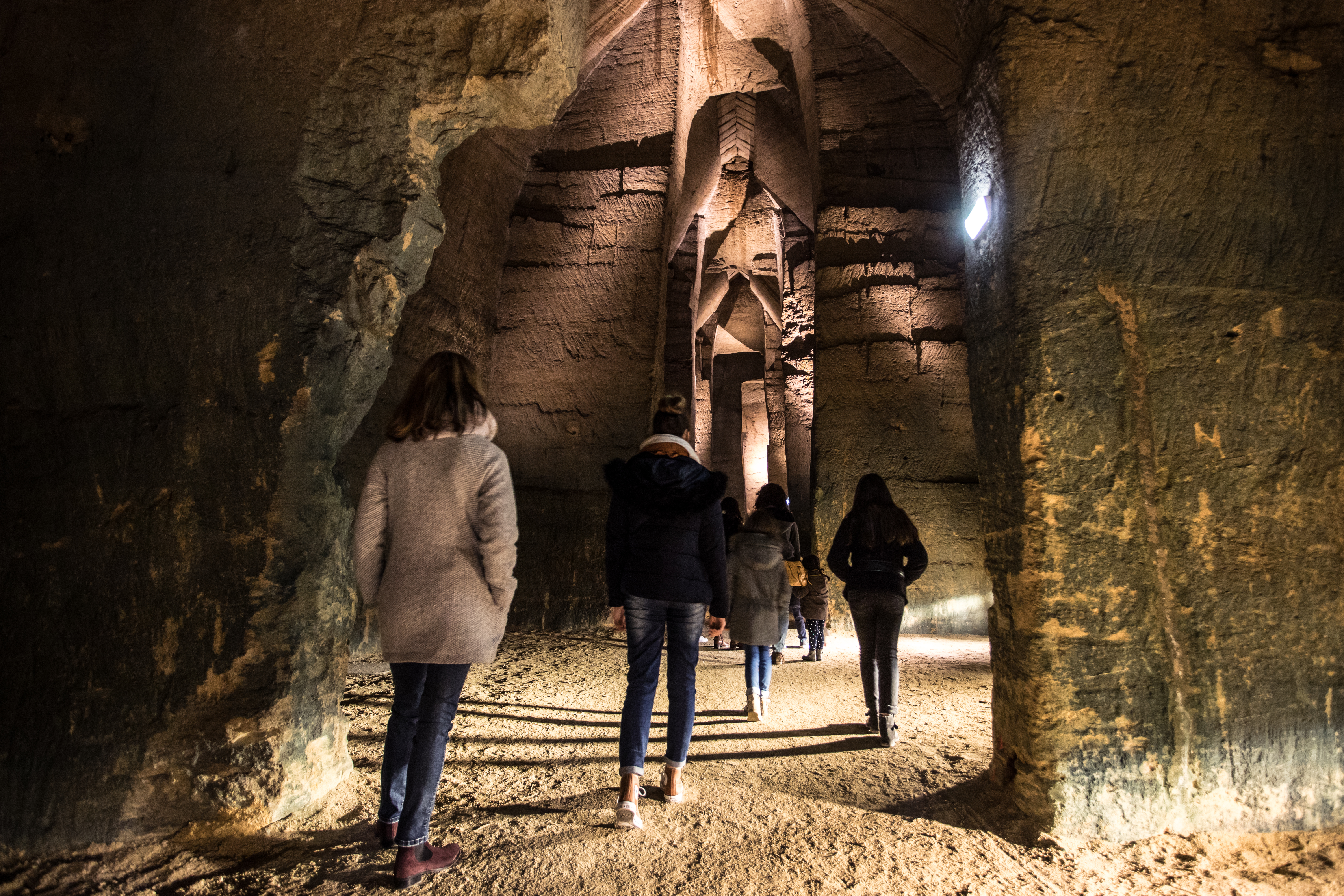
Les Perrières de Doué-la-Fontaine est une ancienne carrière de pierre exploitée de 1770 à 1940. Réhabilitée en site touristique en 1980, elle accueille depuis 2014 une scénographie, Le mystère des faluns au sein de caves cathédrales en ogive hautes de 20 mètres, et au fil de cinq galeries.

Le falun est une roche sédimentaire détritique, de mer peu profonde, composée de très
nombreux débris coquilliers (fraction bioclastique à bryozoaires, lamellibranches, gastéropodes, dents de requin ou de poisson...) et d'une matrice sableuse ou argilo-sableuse (fraction lithoclastique).
Ce dépôt sédimentaire marin est souvent du Cénozoïque et disséminé sur de vastes étendues. Formé de débris de coquilles, parfois entières ou partiellement brisées, ce calcaire d'accumulation biodétritique est plus ou moins consolidé, pouvant former une roche compacte après une cimentation argilo-siliceuse fine et dense, mais reste généralement une roche meuble et friable car il est mélangé communément à du sable et de l'argile.

## Étymologie
Le terme falun est un mot provençal modifié, selon les linguistes. 
Prenant acte que le mot provençal est encore généralement employé au pluriel et aussi prenant en compte la grande variabilité sur le terrain de l'aspect et de la composition physico-chimique des roches ainsi qualifiées, les géologues et paléontologues admettent les deux graphies falun au singulier ou faluns au pluriel. 

## Roche sédimentaire détritique
Les faluns, roches sédimentaires détritiques d'origine marine formées à partir de débris de coquilles, traduisent donc un paléoenvironnement marin peu profond et tempéré - chaud. Des affleurements typiques en France correspondent à des zones de transgressions marines que les géologues nomment la Mer des Faluns recouvrant une partie occidentale et méridionale de ce territoire national actuel. 
Cette mer peu profonde s'est étendue au Miocène moyen en Anjou - Touraine - Blésois et au Miocène supérieur au sud-est de l'Anjou et en Touraine. Un bras de mer progressant vers le Nord a isolé l'Ouest du Massif armoricain du continent.
Les faluns de Salles dans les Landes (département de la Gironde) montrent que le Bassin aquitain est un large golfe pendant le Serravallien. 
Les faluns sont donc ainsi facilement observables en Anjou, Touraine, Blésois, Bretagne, Normandie ainsi que dans les Landes et en Provence.

## Distinction entre calcaires d’accumulation: falun et lumachelle
Un falun est une roche sédimentaire de formation organo - détritique déposé en mer peu profonde, composée de très nombreux débris coquilliers bien cimentés par une matrice sableuse et argilo - sableuse.
Les amas coquilliers sont d’abord contenus dans une matrice sableuse et argilo - sableuse. Par consolidation, l’ensemble devient un grès incluant des débris calcaires ou un calcaire détritique. Ce calcaire d’accumulation est une roche biodétritique à bryozoaires, lamellibranches, gastéropodes. Citons le falun sparnacien de Pourcy et le Lutétien de Damery dans la Marne ainsi que le Langhien du NE de l'Anjou, de Touraine et du Blésois. 
Une lumachelle est une roche sédimentaire calcaire souvent peu cimentée. Elle est formée essentiellement de coquilles, surtout de Lamellibranches, entières ou brisées, accumulées et consolidées sur place. C’est pourquoi ce faciès est souvent néritique, indiquant un rivage. Les lamellibranches (mollusques bivalves) sont présents dans le calcaire à Gryphées du Sinémurien et le calcaire à Avicula contorta du Rhétien. Les gastéropodes marquent le calcaire à Cérithes, le calcaire grossier du Lutétien.
Intermédiaire, un calcaire lumachellique contient un ciment plus abondant qu’une lumachelle. La roche devient aussi plus compacte et son faciès se rapproche des faluns.

## Paléoécologie des calcaires d’accumulations
Présentons avec le vocabulaire de la paléoécologie, discipline scientifique qui étudie de manière précise et exhaustive la faune et la flore (nombre, usure, disposition des individus d’espèces répertoriées) et du milieu de sédimentation.
Les sédiments de calcaires bioclastiques sont des accumulations de tests et de coquilles d'invertébrés (fossiles carbonatés) ou plus rarement de dents de vertébrés (fossiles phosphatés), dans une matrice de débris (inoclastes) et d’une poudre fine (micrite). Si le dépôt s’opère sur place, il s’agit d’une biocénose. Dans le cas d’un transport, cela amène un mélange, c’est-à-dire une symmigie.
Fossilisés, les dépôts bioclastiques forment des faluns lorsqu’ils sont demeurés meubles. Par contre, ils forment des lumachelles après cimentation par la diagenèse.

## Faluns et falunières d'Anjou - Touraine - Blésois
L’étude en paléontologie de la nature des animaux fossiles et de la répartition géographique des faluns d'Anjou - Touraine - Blésois ont permis de constituer un modèle cohérent du golfe marin occupant la vallée actuelle de la Loire et la dépression armoricaine il y a 15 Ma.
Cette mer a déposé la pierre de crouas dans les pays du Lathan (Indre - et - Loire), en particulier, cette roche compacte à Savigné s/L et à Channay s/L était une pierre à bâtir. Et elle a laissé plus fréquemment des sables coquilliers en Gâtine et en Anjou, du bois d'Ambillou au Nord de Noyant s/L, ainsi que sur les plateaux de Sainte-Maure.

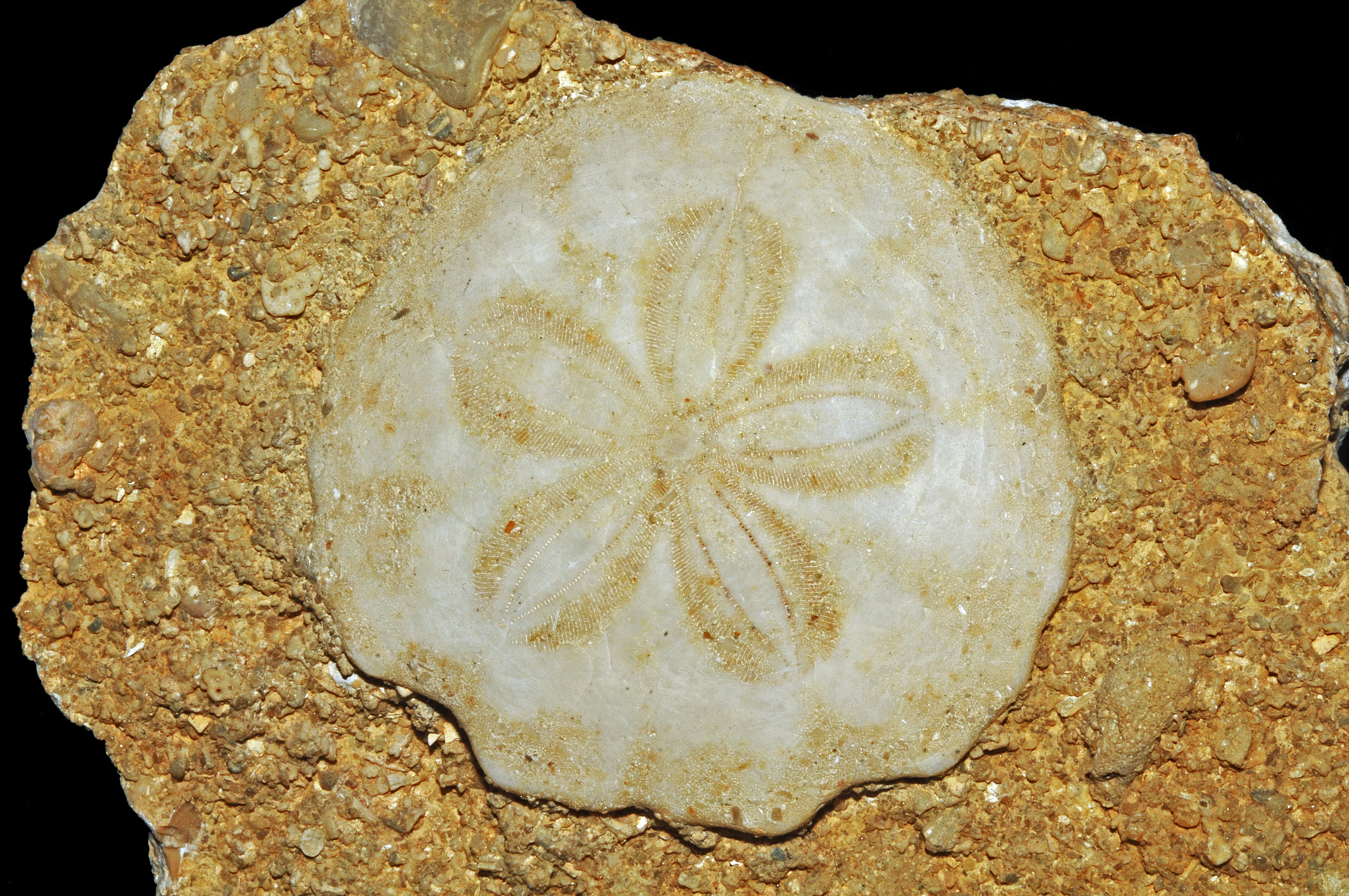
Le test à cinq pétales de la "Scutella subrotunda (Leske, 1778)"

Très tôt, les paysans du sud de la Touraine ont reconnu les terres à falun, leur attribuant une origine maritime ou lacustre. Sur le plateau de Bossée et plus généralement sur l'ensemble du Plateau de Sainte-Maure, ils les ont utilisées d'abord pour l'amendement des terres du plateau dites de bournais (terres de limons lessivées sur argile à silex) et aussi  pour l'amendement des terres fortes et lourdes à labourer, composées d'argiles à silex, et pauvres en calcaire. L'ouverture d'une falunière après un harassant labeur en commun des métayers donnait lieu à de belles festivités et réjouissances. Au milieu du XVIIIe siècle, est apparu en français le verbe de technique agricole faluner ainsi que la falunière, la mine ou lieu d'extraction de falun.
Le falunage comme le marnage permet d'améliorer la structure du sol. Il donnait à l'usage à long terme (typiquement 10-20ans) une terre moins battante en bournais ou plus légère en terres fortes. Le droit ou l'obligation de falunage pouvait être inscrite dans les baux. Cependant les cultivateurs des plateaux, incités par des baux de métayage à durée de plus en plus réduite, ont préféré l'apport d'amendements calciques commerciaux après 1830. Toutefois une société coopérative agricole d'amendements a été constituée dans les années 1980, à l'initiative des groupements de développement agricoles de Sainte-Maure et Ligueil, et exploite éventuellement des falunières pour la production locale d'amendements directement utilisés par les agriculteurs du Plateau.
En 1547, Bernard Palissy visite ces carrières. Le faïencier y recherche fossiles et formes singulières, motifs de décorations pour ses émaux. Il note l'utilisation des faluns pour alléger les terres fortes du plateau de Bossée. En 1720, l'intendant de Touraine charge Réaumur de visiter les falunières du plateau de Bossée. Le scientifique rédige un mémoire pour l'Académie des Sciences. Ce travail précis est cité et exploité par le savant Fontenelle et le naturaliste Buffon. 
Henriette Delamarre de Monchaux (1854-1911) se passionna pour les faluns, en établit une collection et travailla sur ce thème en lien avec plusieurs sociétés savantes de l'époque. La description qu'elle fit des fossiles présents conforta son adhésion à la théorie de l'évolution. Son fils, le géologue Georges Lecointre (1888-1972) dont la famille possède le château de Grillemont à La Chapelle-Blanche-Saint-Martin (Plateau de Sainte-Maure) étudia aussi ces falunières et en fit connaître l'intérêt. Il  trouva d'ailleurs, à l'âge de 7 ans, dans une falunière proche du domaine familial, la plus ancienne mâchoire de primate connue en région Centre (photo :). 
Les voyageurs géographes après les années 1880 signalent l’immense falunière du plateau de Sainte-Maure-de-Touraine. 
Il existe une ancienne carrière de faluns aménagée pour l’observation de la roche et des fossiles à Channay-sur-Lathan.

## Usage agricole et chimique
Les faluns ont été exploités depuis des temps immémoriaux et sont encore utilisés comme amendement des terres siliceuses et acides. Leur action lente, autrefois considérée sur vingt à trente ans, est analogue à celle de la marne. Les faluneurs tourangeaux estimaient excellentes les analyses chimiques d'un falun vérifiant une teneur maximale de 70 % en masse de carbonate de calcium et une teneur minimale en silice de 15 % à 25 % en masse. Le reste était principalement de la magnésie et de l'alumine.
Le falun à grande concentration de débris de coquilles reste une matière première pour la fabrication de la chaux car les coquilles sont le résultat d'une fixation biologique du calcaire sous forme de calcite.
Les faluns fortement consolidés sont utilisés pour bâtir des maisons (« pierre de jauge » en Bretagne).

## Lexique
Le terme falun n'est entré officiellement dans la langue française qu'en 1720, intronisé par le célèbre rapport de Réaumur. Un lexique basé sur les pratiques de Touraine, province possédant de vastes falunières recouvertes de terres et dont les premières exploitations sont antiques, a été adopté :
- Faluneur : ouvrier qui exploite le falun.
- Falunage : action de répandre du falun sur les terres en culture.
- Falunière : endroit d'où l'on tire du falun.